# Sort kaffe & vinyl
|  | Denne artikel er oprettet af botten PalnaBot ud fra en ekstern database. Den kan derfor have sproglige fejl eller mangler. Denne skabelon kan fjernes efter kontrol af indholdet. |

Sort kaffe & vinyl er en kortfilm fra 2012 instrueret af Jesper Bernt efter manuskript af Jesper Bernt.

## Handling
Et sorthumoristisk drama om den 39-årige musiker Jacob, der har buret sig inde med sin musik og Nescafé i sin lejlighed på Vesterbro. En dag flytter Jacobs bedste ven Søren ind, da han og kæresten har besluttet sig for at holde pause. Sørens ankomst skubber Jacob ud af enspændertilværelsen og tvinger ham til at hæve blikket fra skærmen, få snuden op af kaffekoppen og revurdere sit liv.